# 1966년 아시안 게임
제5회 아시안 게임은 1966년 12월 9일부터 12월 20일까지 태국 방콕에서 열렸다. 18개국에서 1954명의 선수들이 참가해 14종목에 걸쳐 기량을 다뤘다.

## 종목
- 역도
- 육상
- 수영
- 축구
- 테니스
- 농구
- 탁구
- 배구
- 사이클
- 복싱
- 레슬링
- 사격
- 필드하키
- 배드민턴

## 참가국
총 18개 회원국이 참가했다. 1962년 아시안 게임에 불참했던 이스라엘, 중화민국(타이완)이 다시 참가하였다.
| - 아프가니스탄 - 버마 - 실론 - 홍콩 - 인도 - 인도네시아 - 이란 - 이스라엘 - 일본 | - 말레이시아 - 네팔 - 파키스탄 - 필리핀 - 중화민국 - 싱가포르 - 대한민국 - 베트남 공화국 - 태국 (개최국) |

## 메달 집계
| 순위 | 국가          | 금메달 | 은메달 | 동메달 | 합계 |
| ---- | ------------- | ------ | ------ | ------ | ---- |
| 1    | 일본          | 78     | 53     | 33     | 164  |
| 2    | 대한민국      | 12     | 18     | 21     | 51   |
| 3    | 태국          | 12     | 14     | 11     | 37   |
| 4    | 말레이시아    | 7      | 5      | 6      | 18   |
| 5    | 인도          | 7      | 4      | 11     | 22   |
| 6    | 인도네시아    | 7      | 4      | 10     | 21   |
| 7    | 이란          | 6      | 8      | 17     | 31   |
| 8    | 중화민국      | 5      | 9      | 10     | 24   |
| 9    | 이스라엘      | 3      | 5      | 3      | 11   |
| 10   | 필리핀        | 2      | 15     | 25     | 42   |
| 11   | 파키스탄      | 2      | 4      | 2      | 8    |
| 12   | 버마          | 1      | 0      | 4      | 5    |
| 13   | 싱가포르      | 0      | 5      | 7      | 12   |
| 14   | 베트남 공화국 | 0      | 1      | 2      | 3    |
| 15   | 실론          | 0      | 0      | 4      | 4    |
| 16   | 홍콩          | 0      | 0      | 1      | 1    |
| 합계 | 합계          | 142    | 145    | 170    | 457  |

## 대회 이모저모
- 1966년 아시안 게임은 동년 11월 25일부터 캄보디아, 프놈펜에서 개최되었던 제1회 아시아 가네포와 정치, 흥행, 기록, 참가국 수 등의 다방면에서 서로 대결하는 양상이었다.
- 제1회 아시아 가네포에 주도적으로 참가했던 국가 중 중화인민공화국, 조선민주주의인민공화국, 캄보디아는 1966년 아시안 게임에 불참한 반면, 인도네시아는 참가하였다.
- 대한민국이 처음으로 종합 2위의 성적을 거두었다.
- 대회 기간 중 개최된 아시안 게임 연맹 총회에서 1970년 제6회 아시안 게임을 만장일치로 대한민국 서울에서 개최하기로 결정하였다. 하지만 대한민국 측이 재정문제와 안전문제를 이유로 대회 개최권을 반납하면서 1970년 대회 또한 태국 방콕에서 열리게 된다.

| 아시안 게임   |                              |           |
| 이전          | 1966년 아시안 게임 방콕 1966 | 다음      |
| 자카르타 1962 | 1966년 아시안 게임 방콕 1966 | 방콕 1970 |
|               |                              |           |
|               |                              |           |